# ساندور كوراني
ساندور كوراني (بالمجرية: Korányi Sándor)‏ هو طبيب باطني وأستاذ جامعي مجري، ولد في 18 يونيو 1866 في بشت في المجر، وتوفي في 12 أبريل 1944 في بودابست في المجر.